# Matěj Kopecký (Telemarker)
Matěj Kopecký (geboren am 29. April 1998) ist ein tschechischer Telemarker.
Sein Debüt im Telemark-Weltcup gab Kopecký am 28. November 2014 bei einem Sprint in Hintertux mit einem 39. Platz. Seine erste Punktplatzierung in dieser Wettbewerbsserie erreichte er ein Jahr später an gleicher Stelle als 29. des Sprints. Bei der Telemark-Juniorenweltmeisterschaft 2016 im französischen Les Contamines-Montjoie war das Erreichen des Achtelfinals im Parallelsprint sein bestes Resultat. Auch an der Juniorenweltmeisterschaft 2017 im norwegischen Rjukan und 2018 in Mürren nahm er teil, blieb dabei jedoch ohne nennenswerte Ergebnisse.
| Saison  | Gesamt | Gesamt | Classic | Classic | Classic Sprint | Classic Sprint | Parallelsprint | Parallelsprint | Riesenslalom | Riesenslalom |
| Saison  | Platz  | Punkte | Platz   | Punkte  | Platz          | Punkte         | Platz          | Punkte         | Platz        | Punkte       |
| ------- | ------ | ------ | ------- | ------- | -------------- | -------------- | -------------- | -------------- | ------------ | ------------ |
| 2015/16 | 67.    | 02     | –       | –       | 62.            | 02             | –              | –              | –            | –            |
| 2016/17 | 47.    | 41     | 46.     | 07      | 44.            | 19             | 40.            | 15             | –            | –            |
| 2017/18 | 58.    | 22     | –       | –       | 52.            | 12             | 43.            | 10             | –            | –            |